# Asher Yahalom

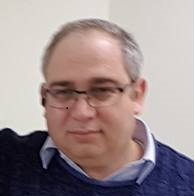
Asher Yahalom, 2020

Asher Yahalom (hebräisch אשר יהלום; * 15. November 1968 in Jerusalem, Israel) ist ein israelischer Physiker und Hochschullehrer.

## Ausbildung
Yahalom studierte von 1986 bis 1990 an der Hebräischen Universität Jerusalem Physik und Mathematik. Er schloss beide Fächer mit dem Bachelor ab. 1991 machte er seinen Master in Physik mit einer Arbeit zum Thema On the Effective Potential of a Stationary Flow with Given Circulation's und 1996 promovierte er mit einer Arbeit zum Thema Energy Principles for Barotropic Flows with Applications to Gaseous Disks. Beide Arbeiten betreute Joseph Katz.

## Militärdienst
Von 1986 bis 1989 diente Yahalom bei den Israelischen Verteidigungsstreitkräften. Diesen Dienst beendete er als Staff Sergeant (entspricht in der Bundeswehr etwa dem Hauptfeldwebel). Von 1989 bis 2008 war er Mitglied der Reserve der Infanterie als Kompaniefeldwebel. Er kämpfte im Libanonkrieg 2006 und erhielt für seinen Einsatz 2007 und 2021 Auszeichnungen.

## Beruf
Von 1990 bis 1995 arbeitete Yahalom als wissenschaftlicher Mitarbeiter und Laborleiter an der Hebräischen Universität Jerusalem. Von 1994 bis 1998 leitete Yahalom das Team für Magnetostatik, das am Direx Medical System in Petach Tikwa eine neue Maschine für die Magnetresonanztomographie entwickelte. Von 1998 bis 1999 war er Postdoc an der Universität Tel Aviv. Seit 1999 ist Yahalom akademischer Direktor des FEL-Strahlen-Zentrums der Universität Ariel (die Universität Ariel hieß zunächst 1982 bis 2005 College für Judäa und Samaria und wurde dann in Universität Ariel umbenannt). An der Universität Ariel war Yahalom seit 1999 Dozent und seit 2013 ist er dort ordentlicher Professor für Physik. Von 2014 bis 2017 leitete er dort die Abteilung für Elektronik und Elektrotechnik. Von 2018 bis 2021 war er dort Prodekan der Fakultät für Ingenieurwissenschaften. Yahalom ist Mitglied der New York Academy of Sciences.

## Gastaufenthalte und -professuren
Yahalom wurde zu mehreren Gastaufenthalten und -professuren eingeladen, darunter:
- 2005–2006, 2008, 2012: University of Cambridge
- 2019–2020: Princeton University[2][3][4]

## Forschungsinteressen
Yahalom forscht auf den Gebieten der Grundlagen der Quantenmechanik, der Molekulardynamik, der Fluiddynamik, des Elektromagnetismus, der Magnetohydrodynamik, der Kommunikation, der Signalverarbeitung und der Gravitation.

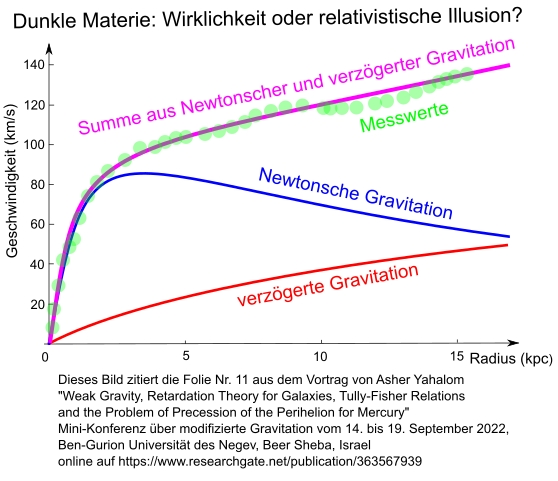
Dunkle-Materie-Effekt mit verzögerter Gravitation erklärt

## Neue Ideen zur Dunklen Materie
2019 hielt Yahalom auf dem 18. israelisch-russischen Workshop einen Vortrag, in dem er die Idee entwickelte, dass die Annahme der Existenz der Dunklen Materie unnötig ist und die Erscheinungen, zu deren Erklärung sie herangezogen wird, auf relativistischen Effekten beruhen. In den folgenden Jahren folgten weitere Vorträge und Veröffentlichungen zu diesem Thema. Die Dunkle Materie wurde erfunden, um die schnellere Bewegung der äußeren Teile von Galaxien zu erklären, die durch die Masse der Galaxie vom Newtonschen Gravitationsgesetz nicht den Beobachtungen entsprechend erklärt wird. Yahalom wies darauf hin, dass die Gravitation selbst sich nur mit Lichtgeschwindigkeit ausbreitet, während das Newtonsche Gravitationsgesetz von einer augenblicklichen, nicht zeitverzögerten Wirkung der Gravitation auch über weite Entfernungen ausgeht. Bei großen Objekten braucht die Gravitation also längere Zeit, um die äußeren Bereiche zu erreichen. Yahalom berechnete diesen Effekt aus den Einsteinschen Feldgleichungen und erhielt auf diese Weise, indem er die verzögert eintreffende Gravitation zum Newtonschen Gravitationsgesetz addiert eine gute Annäherung an die vorhandenen Daten über die Geschwindigkeiten der äußeren Bereiche der Galaxien, am Beispiel der Galaxie M33. Yahaloms Ergebnisse lieferten eine bessere Näherung an die vorhandenen Daten als das Newtonsche Gravitationsgesetz und als die MOND-Theorie.

## Familie
Yahalom ist verheiratet. Sein Vater Joseph Yahalom ist Professor für hebräische Literatur an der Hebräischen Universität Jerusalem, einer seiner Brüder ist der Talmudgelehrte Shalem Yahalom, Professor an der Ariel-Universität.

## Veröffentlichungen (Auswahl)
- Mit Yuval Glass und Tomer Zimmerman: Retarded Gravity in Disk Galaxies, Symmetry,16, 387, 2024
- MOND & Retarded Gravity, Bulgarian Journal of Physics, Band 51, S. 5–20, 2024
- Weak Gravity, Retardation Theory for Galaxies, Tully-Fisher Relations and the Problem of Precession of the Perihelion for Mercury, Ben Gurion University, 2022
- Dark Matter: Reality or a Relativistic Illusion? Vortrag auf der ersten Electronic Conference on Universe 22. Februar bis 28. Februar 2021
- Dark Matter: Reality or a Relativistic Illusion?, 18. israelisch-russischer Workshop, 17. bis 22. Februar 2019
- The Elusive God zusammen mit Yakir Z. Shoshani, 2019, Cambridge Scholars Publishing, ISBN 978-1-5275-3872-6
- Advances in classical field theory, Bentham Science Publishers, 2011, ISBN 978-1-60805-195-3
- New Variational Principles of Fluid Dynamics and Magnetohydrodynamics, Kapitel in Recent Research Developments in Physics, 2009, S. G. Pandalai, S. 231–308,  ISBN 978-81-7895-346-5
- Coverbild für Energy principles for barotropic flows with applications to gaseous disks Energy principles for barotropic flows with applications to gaseous disks, Diss., Hebrew University of Jerusalem, 1996

### Beiträge auf YouTube
- Vortrag von Asher Yahalom über Magnetohydrodynamics, 2012, englisch
- Interview mit Asher Yahalom über seine Ideen zur Dunklen Materie, 9. September 2022, hebräisch